# Kathleen Baker
Kathleen Baker (ur. 28 lutego 1997 w Winston-Salem) – amerykańska pływaczka specjalizująca się w stylu grzbietowym, mistrzyni olimpijska z 2016 roku, mistrzyni globu, rekordzistka świata na dystansie 100 m stylem grzbietowym.

## Kariera pływacka
Baker zdobyła swoje pierwsze medale na międzynarodowych zawodach podczas igrzysk olimpijskich w Rio de Janeiro. Na dystansie 100 m stylem grzbietowym z czasem 58,75 przypłynęła druga za Węgierką Katinką Hosszú. Złoty medal wywalczyła w sztafecie 4 x 100 m stylem zmiennym.
Na mistrzostwach świata w Budapeszcie wywalczyła trzy medale. Baker zdobyła złoto w sztafecie kobiet 4 × 100 m stylem zmiennym, w której wraz z Lilly King, Kelsi Worrell i Simone Manuel ustanowiła nowy rekord świata (3:51,55). W konkurencji 100 m stylem grzbietowym została wicemistrzynią świata z czasem 58,58, wyprzedzając o 0,01 s Australijkę Emily Seebohm. Na dystansie dwukrotnie dłuższym zdobyła brązowy medal, uzyskawszy czas 2:06,48. W półfinale 50 m stylem grzbietowym pobiła rekord Stanów Zjednoczonych (27,48), a w finale tej konkurencji zajęła piąte miejsce (27,50).
28 lipca 2018 roku podczas mistrzostw Stanów Zjednoczonych w Irvine czasem 58,00 s ustanowiła nowy rekord świata na dystansie 100 m stylem grzbietowym.
Baker jest studentką Uniwersytetu Kalifornijskiego w Berkeley.

## Rekordy świata
| Konkurencja              | Basen      | Rezultat | Data          | Miejsce | Status                       |
| ------------------------ | ---------- | -------- | ------------- | ------- | ---------------------------- |
| 100 m stylem grzbietowym | 50-metrowy | 58,00    | 28 lipca 2018 | Irvine  | do 28 lipca 2019 Regan Smith |